# Santibáñez de Valcorba
Santibáñez de Valcorba est une commune de la province de Valladolid dans la communauté autonome de Castille-et-León en Espagne.

## Administration

### Jumelages
- Bosset (France) depuis 2018[2].

## Sites et patrimoine
Les édifices les plus caractéristiques de la commune sont :

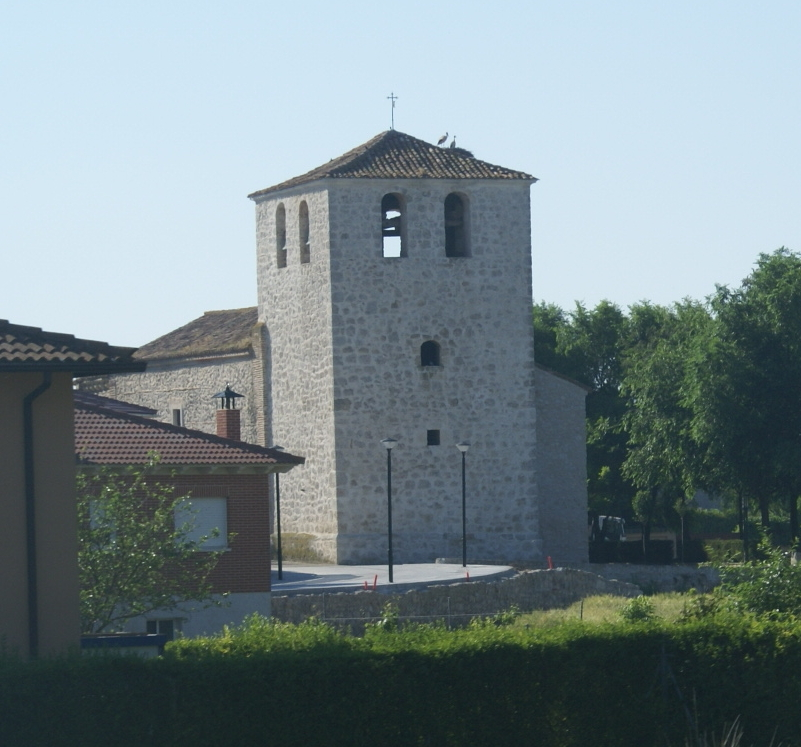
Église Señora del Rosario.

- Église Señora del Rosario.